# El Mouradia
El Mouradia ou El Mouradia-El Golf (em árabe: المرادية‎) é uma comuna localizada na província de Argel, no norte da Argélia. Sua população era de 22 813 habitantes, em 2008.